# Colombia/Saison 2013
Dieser Artikel listet Erfolge und Fahrer des Radsportteams Colombia in der Saison 2013 auf.

## Erfolge in der UCI WorldTour
Bei den Rennen der UCI WorldTour im Jahr 2013 gelangen dem Team nachstehende Erfolge.
| Datum     | Rennen                    | Sieger         |
| --------- | ------------------------- | -------------- |
| 2. August | 6. Etappe Tour de Pologne | Darwin Atapuma |

## Erfolge in der UCI Europe Tour
Bei den Rennen der UCI Europe Tour im Jahr 2013 gelangen dem Team nachstehende Erfolge.
| Datum       | Rennen                  | Kat. | Sieger         |
| ----------- | ----------------------- | ---- | -------------- |
| 10. August  | 1. Etappe Tour de l’Ain | 2.1  | Leonardo Duque |
| 13. Oktober | Gran Premio Beghelli    | 1.1  | Leonardo Duque |

## Zugänge – Abgänge
| Zugänge             | Team 2012                   | Abgänge             | Team 2013                            |
| ------------------- | --------------------------- | ------------------- | ------------------------------------ |
| Leonardo Duque      | Cofidis, le Crédit en Ligne | Juan Pablo Forero   | Colombia Coldeportes                 |
| Alexis Camacho      | Colombia-Comcel             | Luis Felipe Laverde | Colombia Coldeportes                 |
| Marco Corti         | Geox-TMC (2011)             | Javier González     | Coltejer-Alcaldía de Manizales       |
| Juan Esteban Arango | Neoprofi                    | Frank Osorio        | GW Shimano-Envia-Gatorade-Hutchinson |
| Edwin Ávila         | Neoprofi                    | Víctor Hugo Peña    | Supergiros-Blanco Valle-Redetrans    |
| Duber Quintero      | Neoprofi                    |                     |                                      |
| Juan Pablo Valencia | Neoprofi                    |                     |                                      |

## Mannschaft
| Fahrer              | Geburtsdatum      | Nationalität |
| Juan Esteban Arango | 9. Oktober 1986   | Kolumbien    |
| Darwin Atapuma      | 15. Januar 1988   | Kolumbien    |
| Edwin Ávila         | 21. November 1989 | Kolumbien    |
| Alexis Camacho      | 20. Juni 1990     | Kolumbien    |
| Robinson Chalapud   | 8. März 1984      | Kolumbien    |
| Esteban Chaves      | 17. Januar 1990   | Kolumbien    |
| Marco Corti         | 2. April 1986     | Italien      |
| Fabio Duarte        | 11. Juni 1986     | Kolumbien    |
| Leonardo Duque      | 10. April 1980    | Kolumbien    |
| Wilson Marentes     | 8. August 1985    | Kolumbien    |
| Dalivier Ospina     | 9. Oktober 1985   | Kolumbien    |
| Jarlinson Pantano   | 19. November 1988 | Kolumbien    |
| Carlos Quintero     | 5. März 1986      | Kolumbien    |
| Duber Quintero      | 23. August 1990   | Kolumbien    |
| Michael Rodríguez   | 29. Juli 1989     | Kolumbien    |
| Jeffry Romero       | 4. Oktober 1989   | Kolumbien    |
| Juan Pablo Suárez   | 30. Mai 1985      | Kolumbien    |
| Juan Pablo Valencia | 2. Mai 1988       | Kolumbien    |